# Diagrama d'àrees

Diagrama d'àrees

Diagrama d'àrees solapades

Un diagrama d'àrees mostra gràficament dades quantitatives. Es basa en el diagrama de línies. La zona entre eix Y i la línia es posa en relleu habitualment amb un color o, rarament, amb una textura. Generalment es comparen dues o més quantitats.